# خوان خوسيه مونتيس
خوان خوسيه مونتيس (بالإسبانية: Juan José Montes)‏ مواليد 15 يوليو 1989 في غوادالاخارا، هو ملاكم محترف مكسيكي يصنف ضمن فئة وزن الذبابة.

## إحصائيات
خاض خلال مسيرته 32 نزالا، فاز في 25 وتعادل في 2 وخسر في 5. فاز بالضربة القاضية في 15 نزالا.

## روابط خارجية
- خوان خوسيه مونتيس على موقع بوكس ريك (الإنجليزية) (registration required)